# Sutterby
Sutterby är en by i civil parish Langton by Spilsby, i distriktet East Lindsey, i grevskapet Lincolnshire, i England. Byn är belägen 6 km från Spilsby. Sutterby var en civil parish fram till 1936 när blev den en del av Langton by Spilsby. Civil parish hade 24 invånare år 1931. Byn nämndes i Domedagsboken (Domesday Book) år 1086, och kallades då Sutrebi.